# Tenimyu music
The Prince of Tennis Musicals (テニスの王子様 Musical Tennis no Ōjisama) là tên một series nhạc kịch nổi tiếng dựa theo bộ manga/anime The Prince of Tennis của tác giả Konomi Takeshi. Dưới đây là danh sách những bài hát trong từng phần của series này và danh sách các bài hát trong các album Musical Best Actor Series phát hành tại Nhật

## Thông tin phát hành
| Năm       | Tên                                                                                     | Thông tin |
| --------- | --------------------------------------------------------------------------------------- | --- |
| 2003      | Musical Tennis no Ohjisama                                                              | Diễn ra lần đầu tiên từ 30 tháng 4 đến 5 tháng 5 năm 2003 tại Tokyo Metropolitan Art Space - tên CD: Musical Tennis no Ohjisama - Ngày phát hành: 24/07/2003. |
| 2003-2004 | Musical Tennis no Ohjisama - Remarkable 1st Match Fudomine                              | Diễn ra từ 30 tháng 12 năm 2003 đến 5 tháng 1 năm 2004 - tên CD: Remarkable 1st Match Fudomine - Ngày phát hành: 21/04/2004. |
| 2004      | Musical Tennis no Ohjisama - Dream Live 1st                                             | Diễn ra vào ngày 13 tháng 6 năm 2004 tại Tokyo Taiikukan. - tên CD: Dream Live 1st - Ngày phát hành: 01/09/ 2004. |
| 2004      | Musical Tennis no Ohjisama - More Than Limit St. Rudolph Gakuen                         | Diễn ra từ 29 tháng 7 đến 8 tháng 8 năm 2004 và từ 11 tháng 8 đến 15 tháng 8 năm 2004. - tên CD: More Than Limit - Ngày phát hành: 20/11/2004. |
| 2004      | Musical Tennis no Ohjisama - in winter 2004-2005 side Fudomine ~special match~          | Diễn ra từ 29 tháng 12 năm 2004 đến 2 tháng 1 năm 2005 tại Tokyo Geijutsu Gekijo - tên CD: side Fudomine - Ngày phát hành: 21/03/2005. |
| 2004-2005 | Musical Tennis no Ohjisama - in winter 2004-2005 side Yamabuki feat. St. Rudolph Gakuen | Diễn ra từ 8 tháng 1 đến 10 tháng 1 năm 2005 tại Osaka và từ 20 tháng 1 đến 23 tháng 1 năm 2005 tại Tokyo Mielparqu Hall. - tên CD: side Yamabuki feat. St. Rudolph Gakuen - Ngày phát hành: 21/04/2005. |
| 2005      | Musical Tennis no Ohjisama - Dream Live 2nd                                             | Diễn ra vào ngày 4 tháng 5 năm 2005 tại Tokyo Bay NK Hall. - tên CD: Dream Live 2nd - Ngày phát hành: 10/08/2005. |
| 2005      | Musical Tennis no Ohjisama - The Imperial Match Hyoutei Gakuen                          | Diễn ra từ 8 tháng 8 đến 14 tháng 8 năm 2005 và từ 17 tháng 8 đến 20 tháng 8 năm 2005 - tên CD: Imperial Match Hyoutei Gakuen - Ngày phát hành: 20/11/2005. |
| 2005-2006 | Musical Tennis no Ohjisama - The Imperial Match Hyoutei Gakuen in winter 2005-2006      | Không có bài hát mới trong phần này vì nó là phần làm lại của "The Imperial Match". Đĩa CD của phần này chỉ được phát hành cùng với bản Musical Tennis no Ohjisama Complete CD Box vào ngày 26/07/2006. Đĩa CD đơn của bài hát On My Way, được thể hiện bởi toàn bộ dàn diễn viên cũng được phát hành. - Ngày phát hành CD đơn On My Way: 22/03/2006. |
| 2006      | Musical Tennis no Ohjisama - Dream Live 3rd                                             | Diễn ra trong hai ngày 28 và 29 tháng 3 năm 2006 tại Zepp Tokyo. - tên CD: Dream Live 3rd - Ngày phát hành: 14/06/2006. |
| 2006      | Musical Tennis no Ohjisama - Advancement Match Rokkaku feat. Hyotei Gakuen              | Diễn ra từ ngày 3 tháng 8 đến 13 tháng 8 năm 2006 tại Tokyo, từ 17 tháng 8 đến 19 tháng 8 tại Osaka và từ 23 tháng 8 đến 25 tháng 8 tại Meitetsu Theater Hall, Nagoya. - tên CD: Advancement Match Rokkaku - Ngày phát hành: 15/11/2006. |
| 2006-2007 | Musical Tennis no Ohjisama - Absolute King Rikkai feat. Rokkaku                         | Dự kiến sẽ diễn ra từ 13 tháng 12 đến 25 tháng 12 năm 2006 tại Tokyo và từ 28 tháng 12 năm 2006 đến 8 tháng 1 năm 2007 tại Osaka |

## Danh sách

### Musical Tennis no Ohjisama
- Musical Tennis no Ohjisama

1. This is The Prince of Tennis
2. Kore ga Seigaku no Tennis-bu nanoda!
3. Kore ga Seigaku no Regular-iin nanoda!
4. Ore wa Momochan ~ Seigaku no Abarenbou
5. I'm Always Winner
6. Haji wo Kake! Ryoma
7. I'm Always Winner
8. The Regulars
9. Ore wa Mamushi
10. Ore wa Burning
11. Eiji vs Fuji ~ Rival na Futari
12. The Regulars
13. You Got Game?

### Remarkable 1st Match Fudomine
- Musical Tennis no Ohjisama - Remarkable 1st Match Fudomine

1. The Regulars ~This is the Prince of Tennis~ Victory
2. Yappa Otoko wa Doubles Deshou!
3. Chiku Yosen 1
4. Makezu Kirai
5. Chiku Yosen 2
6. Victory
7. Golden Pair
8. Shinken Shoubu to wa Sou Iu Koto
9. Challenge ~ Subete wa Shori no Tameni
10. Rhythm ni Noru ze
11. Tough
12. Spot wo Nerae
13. Victory (bản lặp lại)
14. Omae wa Seigaku no Hashira ni Nare
15. Challenge ~ Subete wa Shori no Tameni (bản lặp lại)
16. Victory ~ Omae wa Seigaku no Hashira ni Nare
17. You Got Game?

### Dream Live 1st
- Musical Tennis no Ohjisama - Dream Live 1st

1. Dream Come True
2. Kore ga Seigaku Regular-jin nanoda!
3. Makeru Kirai
4. Ore wa Momo-chan ~ Seigaku no Abarenbou
5. Tough
6. Kikumaru vs Fuji ~ Rival na Futari
7. Golden Pair
8. This is The Prince of Tennis
9. I'm Always Winner
10. The Regulars
11. Ore wa Burning!
12. Shinkenshoubu to wa Sou Iu Koto (Bản nhạc không lời)
13. Now & Forever
14. Victory
15. Chiku Yosen
16. Challenge ~ Subete wa Shori no Tameni
17. Victory ~ Omae wa Seigaku no Hashira ni Nare
18. Make You Free

### More Than Limit St. Rudolph Gakuen
- Musical Tennis no Ohjisama - More Than Limit St. Rudolph Gakuen

1. Kore ga Totaikai da!
2. Aoku Moeru Honoo
3. Erabareshi Elite Shuudan
4. Rival Ijou Teki Miman
5. Bunseki
6. Tennis ni Scenario wa nai
7. Depend On Me
8. Jyuuden Kanryou
9. Sanjuushou
10. Golden Pair Part 2
11. Hand In Hand
12. Ore wa Ore no Namae de Yobaretai
13. Omae wa Seigaku no Hashira ni Nare
14. Ore wa Ue ni Iku yo
15. Shizukanaru Toushi
16. Aoku Moeru Honoo 2
17. Dream Maker
18. Dream Come True (bản nhạc)
19. Jyuuden Kanryou (bản nhạc)
20. Now & Forever

### In Winter 2004-2005 Side Fudomine ~Special Match~
- Musical Tennis no Ohjisama - in winter 2004-2005 Side Fudomine ~Special Match~

1. To Victory
2. Yappa Otoko wa Doubles Deshou!
3. Chiku Yosen 1
4. Makezu Kirai
5. I'm Always Winner
6. Chiku Yosen 2
7. Victory
8. Golden Pair
9. Shinken Shoubu to wa Sou Iu Koto
10. Challenge ~ Subete wa Shouri no Tameni
11. Rhythm ni Noruze
12. Tough
13. Spot wo Narae
14. Victory (bản lặp lại)
15. Omae wa Seigaku no Hashira ni Nare
16. Challenge ~ Subete wa Shouri no Tameni (bản lặp lại)
17. Victory ~ Omae wa Seigaku no Hashira ni Nare~
18. You Got Game?
19. Now & Forever

### Side Yamabuki Feat. St. Rudolph Gakuen
- Musical Tennis no Ohjisama - in winter 2004-2005 side Yamabuki feat. St. Rudolph Gakuen

1. Run Run Run
2. Ore ni Sashizu Suru na!
3. Shouri no Kami wa Dochira ni Hohoemu?
4. Ore wa Ore no Namae de Yobaretai
5. Ore wa Ue ni Iku yo
6. Power Up de Ikou!
7. Semero, Tsuyoku Nare!
8. Iyoiyo Keshhou, Totaikai
9. Ikuze!
10. Oretachi Jimi's
11. Good Combination
12. Yuuki vs Iji
13. Kagayake, Motto
14. Run Run Run (bản lặp lại)

### Dream Live 2nd
- Musical Tennis no Ohjisama - Dream Live 2nd

Disc 1
1. Jubilee ~ Run Run Run
2. Erabareshi Elite Shuudan
3. Shinkenshoubu to wa Souiu Koto
4. Ikuze! (bản do các thành viên của Yamabuki trình bày)
5. Kore ga Seigaku Regular-jin nanoda!
6. Ore wa Ue ni Iku yo
7. Shouri no Kami wa Dochira ni Hohoemu?
8. Power Up de Ikou!
9. Semero, Tsuyoku Nare!
10. The Regulars

Disc 2
1. Aoku Moeru Honoo
2. Challenge ~ Subete wa Shouri no Tameni
3. Bunseki
4. Rhythm ni Noruze
5. Oretachi Jimi's
6. Good Combination
7. Ore wa Ore no Namae de Yobaretai ~bản nhạc không lời~
8. Ore ni Sashizu Suru na!
9. Yuuki vs Iji
10. Victory ~ Ikuze!
11. Kagayake, Motto
12. Crystal
13. Jubilee ~ Final Dance Version
14. Endo's Graduation Speech

### The Imperial Match Hyoutei Gakuen
- Musical Tennis no Ohjisama - The Imperial Match Hyoutei Gakuen

1. Do Your Best!
2. Kounai Ranking Sen ~ Versus
3. Data wa Uso o Tsukanai yo
4. Yudan Sezu ni Ikou
5. Sorezore no Omoi
6. Koori no Emperor
7. Kumiawase Chusenkai
8. Sorezore no Omoi II ~ Yudan Sezu ni Ikou II
9. Yume wo Tsunage
10. Katsu no wa Hyotei
11. Sannin de Doubles
12. Moeruze BURNING!
13. Koori no Emperor II
14. Oresama no Bigi ni Bugi Wugi
15. Aitsu Koso ga Tennis no Oujisama
16. Yume no Tsunage II
17. Do Your Best! (bản lặp lại)

### The Imperial Match Hyoutei Gakuen in Winter
- Musical Tennis no Ohjisama - The Imperial Match Hyoutei Gakuen in winter 2005-2006

Dù phần này chỉ là phần làm lại nhưng có 3 bài hát mới ("Ikkiuchi", "Crystal" and "On My Way") không có trong phần trước. Tuy nhiên chỉ có một CD đơn bài hát "On My Way" được phát hành
1. Do Your Best!
2. Kounai Ranking Sen ~ Versus
3. Data wa Uso o Tsukanai yo
4. Yudan Sezu ni Ikou
5. Sorezore no Omoi
6. Koori no Emperor
7. Kumiawase Chusenkai
8. Sorezore no Omoi II ~ Yudan Sezu ni Ikou II
9. Yume wo Tsunage
10. Katsu no wa Hyotei
11. Sannin de Doubles
12. Moeruze Burning!
13. Koori no Emperor II
14. Oresama no Bigi ni Bugi Wugi
15. Ikkiuchi
16. Aitsu Koso ga Tennis no Oujisama
17. Yume no Tsunage II
18. Do Your Best! (bản lặp lại)
19. Crystal
20. On My Way

### Dream Live 3rd
- Musical Tennis no Ohjisama - Dream Live 3rd

1. On My Way (phần mở đầu)
2. Do Your Best! (bản rap do các thành viên của Hyotei trình bày)
3. Do Your Best!
4. Data wa Uso Tsukanai Yo
5. Sannin de Doubles
6. Good Combination
7. Moeruze Burning!
8. Koori no Emperor
9. Makezugirai
10. Sorezore no Omoi - Yudan Sezu ni Ikou
11. Katsu no wa Hyotei
12. Sakaki no Heya
13. Koori no Emperor II
14. Ore-sama no Bigi ni Boogie Woogie
15. Season
16. Aitsu koso ga Tennis no Oujisama
17. Yume wo Tsunage
18. Ichinen Trio Medley
19. Crystal
20. On My Way
21. Run Run Run
22. Run Run Run (bản được yêu cầu hát lại)

### Advancement Match Rokkaku feat. Hyotei Gakuen
- Musical Tennis no Ohjisama - Advancement Match Rokkaku feat. Hyotei Gakuen

1. TRY AGAIN SEIGAKU
2. Gekokujou
3. My Best Tension
4. Forward, my men!
5. Kantou Taikai Junkesshou da ze!
6. Court de ao u!
7. Yudan se zu ni iko u!
8. Shaba daba dabide
9. Power is the best
10. REMEMBER HYOTEI
11. Kantou Taikai Junkesshou da ze! 2
12. Acrobatics & Genius
13. Kagami no naka no ore
14. Kagami no naka no ore 2
15. Onnanoko to chuu
16. Pressure
17. ROAD
18. Forward, my men! ~TRY AGAIN
19. SEASON
20. On My Way

### Absolute King Rikkai feat. Rokkaku
- Musical Tennis no Ohjisama - Absolute King Rikkai feat. Rokkaku

chưa phát hành

## Musical Prince of Tennis The Best Actors Series

### Shirota Yuutrong vaiTezuka Kunimitsu
- Musical Tennis no Ohjisama (The Prince of Tennis) - Imperial Match Hyotei Gakuen Best Actor's Series 001 - You Shirota as Kunimitsu Tezuka

Ngày phát hành: 19/12/2005.
1. Owari Naki Stage
2. Ashita Fuku Kaze
3. Tachi Tsukusu Kanata
4. Instrumental ~ Tezuka vs Inui
5. Yudan Sezu ni Ikou (Kunimitsu Solo Edition)
6. Instrumental ~ Kikumaru Momoshiro vs Oshitari Mukahi
7. Semero, Tsuyoku Nare
8. Instrumental ~ Fuji vs Akutagawa
9. Omae wa Seigaku no Hashira ni Nare (Kunimitsu Solo Edition)
10. You Shirota Message for You

### Katou Kazukitrong vaiAtobe Keigo
- Musical Tennis no Ohjisama (The Prince of Tennis) - The Best Actor's Series 002 - Kato Kazuki as Keigo Atobe

Ngày phát hành: 19/12/2005.
1. Koori no Emperor (Keigo Solo Edition)
2. Instrumental ~ Inui Kaidou vs Shishido Ohtori
3. Instrumental ~ Kawamura vs Kabaji
4. Oresama no Bigi ni Boogie-Woogie
5. Instrumental ~ Tezuka vs Atobe
6. Do Your Best! (Keigo Solo Edition)
7. Higher!
8. Solitaire
9. Kazuki Katou Message for you
10. Flaming Ice

### Aiba Hirokitrong vaiFuji Shusuke
- Musical Tennis no Ohjisama (The Prince of Tennis) - The Best Actor's Series 003 - Hiroki Aiba as Syusuke Fuji

Với sự góp mặt của KENN trong vai Fuji Yuuta.
Ngày phát hành: 26/07/2006.
1. Tsubasa no Kizuna (with KENN as Yuuta Fuji)
2. Shootin' Your Smile
3. Yume no Kidou
4. Instrumental ~ Fuji vs Ryoma
5. Yume wo Tsunage - Syuusuke Solo Edition
6. HAND IN HAND
7. Instrumental ~ Fuji vs Akutagawa Jirou DL3. KIRA★KIRA ver.
8. Instrumental ~ Fuji vs Mizuki
9. Run Run Run - Brother's Edition (with KENN as Yuuta Fuji)
10. Hiroki Aiba & KENN Message for You

### Saito Takumitrong vai Oshitari Yuushi &Aoyagi Ruitotrong vai Mukahi Gakuto
- Musical Prince of Tennis The Best Actors Series 004 - Takumi Saito as Yuushi Oshitari and Ruito Aoyagi as Gakuto Mukahi

Ngày phát hành: 26/07/2006.
1. Instrumental ~ On My Way DL3 ver.
2. Katsu no wa Hyoutei
3. Do Your Best! RAP! ver.
4. Instrumental ~ Kounai RANKING Sen
5. Instrumental ~ Kawabe ni te
6. Makezugirai ~ Yuushi and Gakuto Edition
7. Bohemian Blue
8. Jump to it!
9. Missing Piece
10. Takumi Saito & Ruito Aoyagi Message for You

### Dori Sakuradatrong vaiEchizen Ryoma
- Musical Prince of Tennis The Best Actors Series 005 - Doori Sakurada as Echizen Ryoma

Với sự góp mặt của Minami Keisuke trong vai Tezuka Kunimitsu.
Ngày phát hành: 16/12/2006.
Chưa được phát hành

### IREtrong vai Amane Hikaru &Shindo Gakutrong vai Kurobane Harukaze
- Musical Prince of Tennis The Best Actors Series 006 - IRE as Amane Hikaru & Shindo Gaku as Kurobane Harukaze

Ngày phát hành: ngày 16 tháng 12 năm 2006.
Ngày phát hành: 16/12/2006.